# پیرگاوگل
پیرگاوگل، روستایی از توابع بخش محمود آباد شهرستان خدابنده در استان زنجان ایران است.
از جاذبه های گردشگری این روستا تپه باستانی، امام زاده حسن، غار کوه مروه، آبشار و حوض بالای کوه پیرگاوگل می باشد.

## جمعیت
این روستا در دهستان خرارود قرار دارد و براساس سرشماری مرکز آمار ایران در سال ۱۳۸۵، جمعیت آن ۲۰۳ نفر (۴۹خانوار) بوده‌است.